# Lípa republiky (Radotín)
Lípa republiky v Radotíně je významný strom, který roste v Praze 5 v ulici Václava Balého mezi Horymírovým náměstím a náměstím Svatého Petra a Pavla se stejnojmenným kostelem.

## Popis
Strom roste na zatravněné ploše u cesty od nádraží směrem ke kostelu a k Berounce. Obvod kmene má 97 cm, výška není uvedena (r. 2018). V databázi významných stromů Prahy je zapsaná od roku 2018.

## Historie
Lípa svobody byla vysazena 26. října 1968 na připomínku 50. výročí vzniku Československé republiky. Před ní je umístěn pamětní kámen s textem „Strom republiky 26. X. 1968“.

## Významné stromy v okolí
- Lípa Na Cikánce
- Lípa republiky v ulici Pod Lahovskou
- Lípa přátelství v Radotíně
- Lípa republiky na náměstí Osvoboditelů